# 오웰무드
오웰무드(1997년 10월 22일 ~)는 대한민국의 가수다. 2018년 싱글 앨범 [Hide Me, Please]로 정식 데뷔했다.

## 방송
- 아티스탁 게임 (2022) - Top48(42위)